# Sherman (Teksas)
Sherman je grad u američkoj saveznoj državi Teksas. Prema popisu stanovništva iz 2010. u njemu je živjelo 38.521 stanovnika.